# Kez (Russia)
Kez (in russo Кез?) è un villaggio che si trova nella Repubblica Autonoma dell'Udmurtia, in Russia. È il centro amministrativo del distretto Kezskij.
L'insediamento è situato 172 km a nord di Iževsk.